# Nia Jax
Savelina Fanene (sinh ngày 29/5/1984) là một đô vật chuyên nghiệp người Mỹ hiện ký hợp đồng với WWE, nơi cô biểu diễn trên Raw với cái tên Nia Jax.Cô hiện tại là nhà vô địch nữ Raw và cũng là lần giữ đai đầu tiên trong sự nghiệp với WWE của cô.